# 1724
| [ Edytuj tabelę ]              | |
| Król Polski                    | - 1709 August II Mocny 1733 |
| Król Afganistanu               | - 1715 Mahmud Chan 1725 |
| Współksiążęta Andory           | - 1714 Simeó de Guinda y Apéztegui 1737 - 1715 Ludwik XV 1774                                                                                           |
| Elektor Bawarii                | - 1679 Maksymilian II Emanuel 1726 |
| Sułtan Brunei                  | - 1705 Hussin Kamaluddin 1730 |
| Cesarz Chin                    | - 1722 Yongzheng 1735 |
| Król Czech                     | - 1711 Karol VI Habsburg 1740 |
| Król Danii                     | - 1699 Fryderyk IV 1730 |
| Dalajlama                      | - 1708 Kelzang Gjaco 1757 |
| Cesarz Etiopii                 | - 1721 Bekaffa 1730 |
| Król Francji                   | - 1715 Ludwik XV 1774 |
| Król Hiszpanii                 | - 1700 Filip V 1724 - 1724 Ludwik I 1724 - 1724 Filip V 1746                                                                                            |
| Landgraf Hesji-Kassel          | - 1670 Karol I Heski 1730 |
| Stadhouder Holandii            | - 1702 drugi okres bez stadhoudera 1747 |
| Szach Iranu                    | - 1722 Mahmud Chan 1725 |
| Państwo Wielkich Mogołów       | - 1720 Mohammed Szah 1748 |
| Król Irlandii                  | - 1714 Jerzy I Hanowerski 1727 |
| Cesarz Japonii                 | - 1709 Nakamikado 1735 |
| Kalif                          | - 1703 Ahmed III 1736 |
| Patriarcha Konstantynopola     | - 1716 Jeremiasz III 1726 |
| Władca Korei                   | - 1720 Kyŏngjong 1724 - 1724 Yŏngjo 1776 |
| Książę Liechtensteinu          | - 1721 Józef Jan 1732 |
| Sułtan Maroka                  | - 1672 Maulaj Isma’il 1727 |
| Książę Monako                  | - 1701 Antoni I 1731 |
| Król Nawarry                   | - 1710 Ludwik XV 1774 |
| Król Norwegii                  | - 1699 Fryderyk IV 1730 |
| Sułtan Omanu                   | - 1719 Sajf II ibn Sultan 1724 - 1724 Muhammad ibn Nasir 1728                                                                                           |
| Elektor Palatynatu             | - 1716 Karol III Filip 1742 |
| Papież                         | - 1721 Innocenty XIII 1724 - 1724 Benedykt XIII 1730 |
| Książę Parmy i Piacenzy        | - 1694 Franciszek 1727 |
| Król Portugalii                | - 1706 Jan V 1750 |
| Król w Prusach                 | - 1713 Fryderyk Wilhelm I 1740 |
| Car Rosji                      | - 1682 Piotr I Wielki 1725 |
| Cesarz Rzymski (niemiecki)     | - 1711 Karol VI Habsburg 1740 |
| Kapitanowie Regenci San Marino | - 1723 Pietro Loli Giovanni Martelli 1724 - 1724 Giovanni Paolo Valloni Biagio Antonio Martelli 1724 - 1724 Marino Enea Bonelli Bartolomeo Bedetti 1725 |
| Elektor Saksonii               | - 1694 Fryderyk August I (król Polski) 1733 |
| Król Sardynii                  | - 1720 Wiktor Amadeusz II 1730 |
| Król Szwecji                   | - 1720 Fryderyk I Heski 1751 |
| Król Tajlandii                 | - 1709 Tai Sa 1733 |
| Sułtan Turków                  | - 1703 Ahmed III 1730 |
| Doża Wenecji                   | - 1722 Sebastiano Mocenigo 1732 |
| Król Węgier                    | - 1711 Karol III 1740 |
| Monarcha Wielkiej Brytanii     | - 1714 Jerzy I 1727 |
| Premier Wielkiej Brytanii      | - 1721 Robert Walpole 1742 |

Rok 1724 / MDCCXXIV
stulecia: XVII wiek ~
XVIII wiek ~
XIX wiek

lata: 1714 «
1719 «
1720 «
1721 «
1722 «
1723 «
1724
» 1725
» 1726
» 1727
» 1728
» 1729
» 1734

## Wydarzenia w Polsce
- 17 lipca – w Toruniu protestanccy mieszczanie zniszczyli kolegium jezuickie, a także dokonali profanacji obrazów i świętych ksiąg (tzw. tumult toruński). Za czyn ten mieszczanie zostali surowo ukarani przez sąd królewski[1].
- Sierpień – w Warszawie została otwarta pierwsza kawiarnia w Polsce.
- 7 grudnia – dokonano egzekucji burmistrza Torunia Jana Gotfryda Rösnera i 9 protestanckich mieszkańców miasta, uczestników tumultu toruńskiego[2].

## Wydarzenia na świecie
- 14 stycznia – król Hiszpanii Filip V Burbon abdykował na rzecz swego syna Ludwika I.
- 28 stycznia – Piotr Wielki wydał dekret o utworzeniu Petersburskiego Uniwersytetu Państwowego.
- 20 lutego – w Londynie odbyła się premiera opery Juliusz Cezar Georga Friedricha Händla[3].
- 7 kwietnia – w kościele św. Mikołaja w Lipsku Johann Sebastian Bach poprowadził prawykonanie swej Pasji według św. Jana.
- 17 maja – wybuchł wulkan Krafla na Islandii.
- 29 maja – został wybrany na papieża Vincenzo Maria Orsini de Gravina, imiona chrzestne Pietro Francesco (2 lutego 1649 w Gravina di Puglia, archidiecezja Bari - 21 lutego 1730 w Rzymie), włoski duchowny katolicki, od 1724 papież Benedykt XIII. 225 papież.
- 23 czerwca – Imperium Osmańskie i Rosja zawarły w Konstantynopolu układ wyznaczający strefy wpływów.
- 15 października - w Amsterdamie odbyła się w sakra biskupia Cornelisa Steenovena co zapoczątkowało ruch katolicyzmu niezależnego od papiestwa w Rzymie (starokatolicyzm)[4].
- Została założona Rosyjska Akademia Nauk (otwarta w 1725)[5].

## Urodzili się
- 22 kwietnia – Immanuel Kant, niemiecki filozof (zm. 1804)
- 9 maja - Kasper Lubomirski, polski książę, polityk, generał lejtnant wojsk rosyjskich (zm. 1780)
- 28 lipca – Brat Cyprian z Czerwonego Klasztoru, najbardziej znany mnich (z zakonu kamedułów) z Czerwonego Klasztoru, w którym pełnił funkcję aptekarza, botanika, cyrulika i kucharza (zm. 1775)
- 11 września – Johannes Bernhard Basedow, pedagog i teolog niemiecki (zm. 1790)
- 6 października – Karol Franciszek Le Gué, francuski jezuita, męczennik, błogosławiony katolicki (zm. 1792)
- 6 listopada – Klaudiusz Cayx, francuski jezuita, męczennik, błogosławiony katolicki (zm. 1792)
- 24 listopada – Maria Amalia Wettyn, królewna polska, księżniczka saska, królowa neapolitańska, sycylijska i hiszpańska (zm. 1760)

## Zmarli
- 6 stycznia – Monzaemon Chikamatsu, dramaturg nazywany japońskim Szekspirem (ur. 1653)
- 7 marca – Innocenty XIII, papież (ur. 1655)
- 11 maja – Georg Buchholtz, spiskoniemiecki nauczyciel, duchowny ewangelicki, jeden z pierwszych znanych badaczy Tatr (ur. 1643)
- 31 sierpnia – Ludwik I, król Hiszpanii (ur. 1707)
- 7 grudnia – Jan Gotfryd Rösner, burmistrz Torunia, kupiec (ur. 1658)[6]
- data dzienna nieznana: 
  - Sigismondo Caula, włoski malarz i rzeźbiarz (ur. 1637)

## Święta ruchome
- Tłusty czwartek: 24 lutego
- Ostatki: 29 lutego
- Popielec: 1 marca
- Niedziela Palmowa: 9 kwietnia
- Wielki Czwartek: 13 kwietnia
- Wielki Piątek: 14 kwietnia
- Wielka Sobota: 15 kwietnia
- Wielkanoc: 16 kwietnia
- Poniedziałek Wielkanocny: 17 kwietnia
- Wniebowstąpienie Pańskie: 25 maja
- Zesłanie Ducha Świętego: 4 czerwca

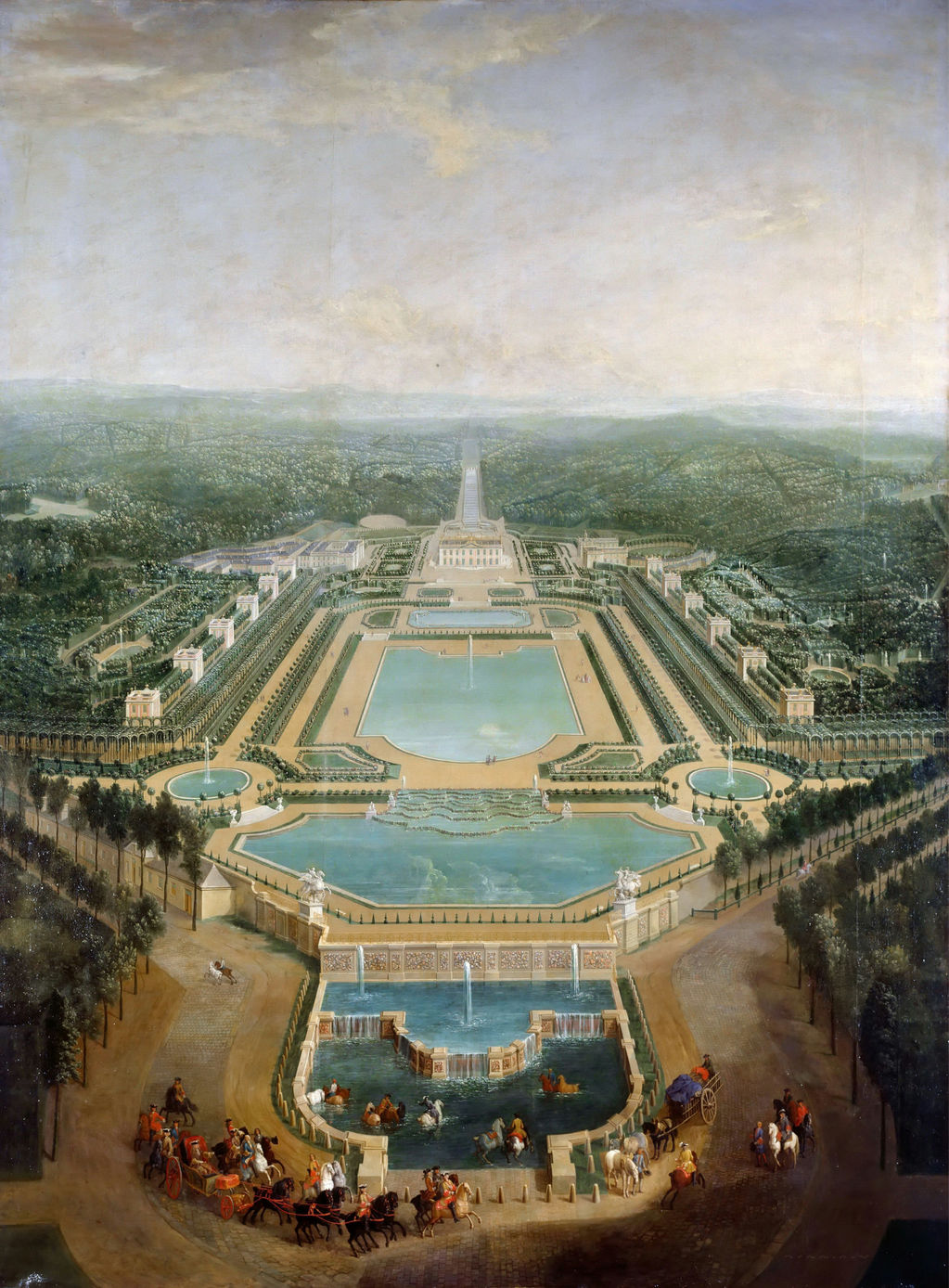
Château de Marly w 1724

- Boże Ciało: 15 czerwca